# Wilhelmine von Lichtenau

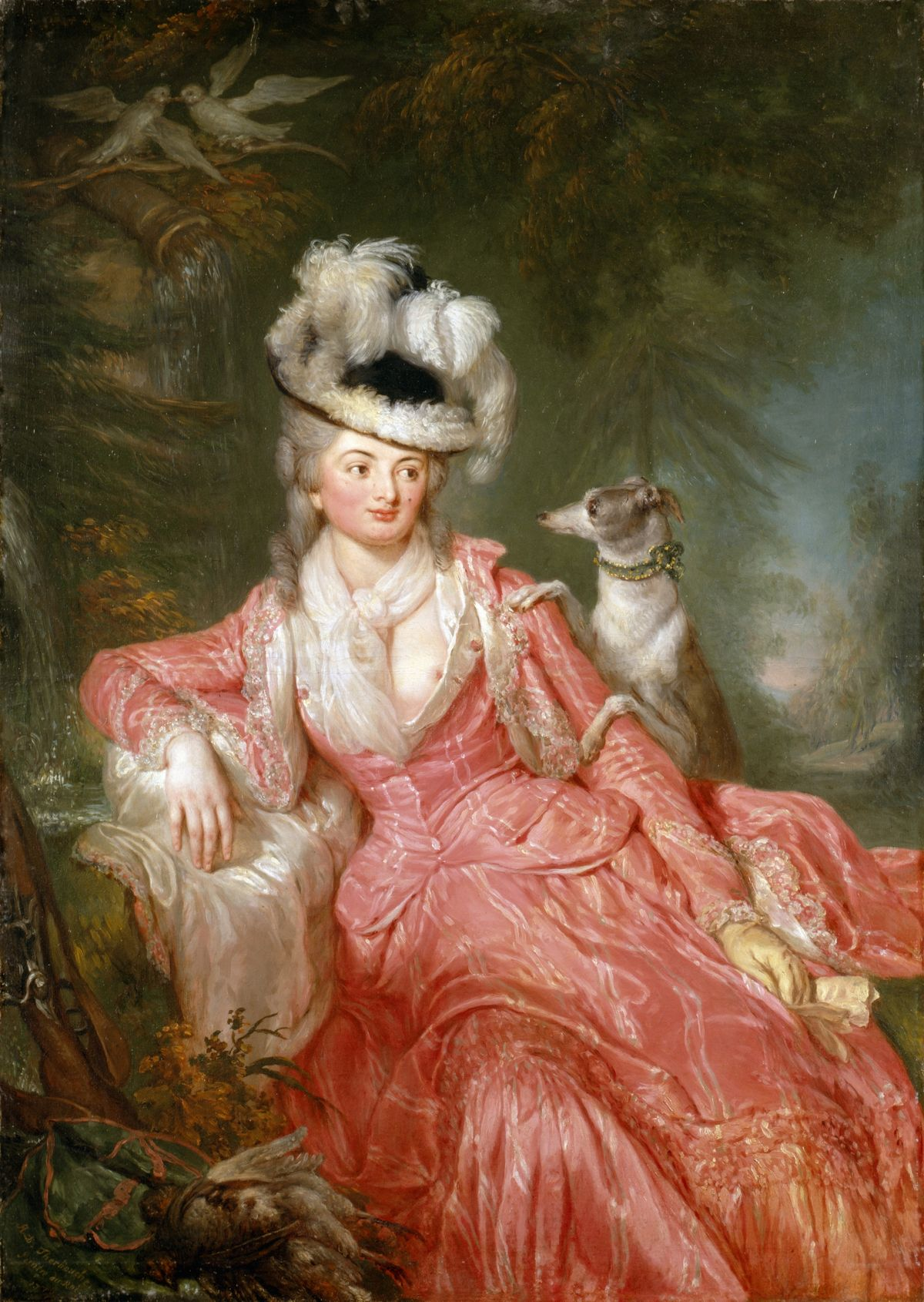
Wilhelmine Enke im Jagdkostüm, spätere Gräfin Lichtenau, Anna Dorothea Therbusch, 1776

Wilhelmine Gräfin von Lichtenau (seit 1796), geborene Wilhelmine Enke (auch Encke), verheiratete Ritz (* 29. Dezember 1752 in Dessau; † 9. Juni 1820 in Berlin), war von 1769 bis 1782 die Mätresse und danach bis zu seinem Tode 1797 die engste Vertraute und Beraterin Friedrich Wilhelms II. von Preußen, mit dem sie sechs Kinder hatte.
Sie war eine einflussreiche Mäzenin des preußischen Frühklassizismus. So war sie für die Einrichtung einiger wichtiger Schlösser in Berlin und Potsdam verantwortlich und mit führenden Gelehrten und Künstlern der Zeit eng verbunden.

## Wilhelmine und Friedrich Wilhelm II.

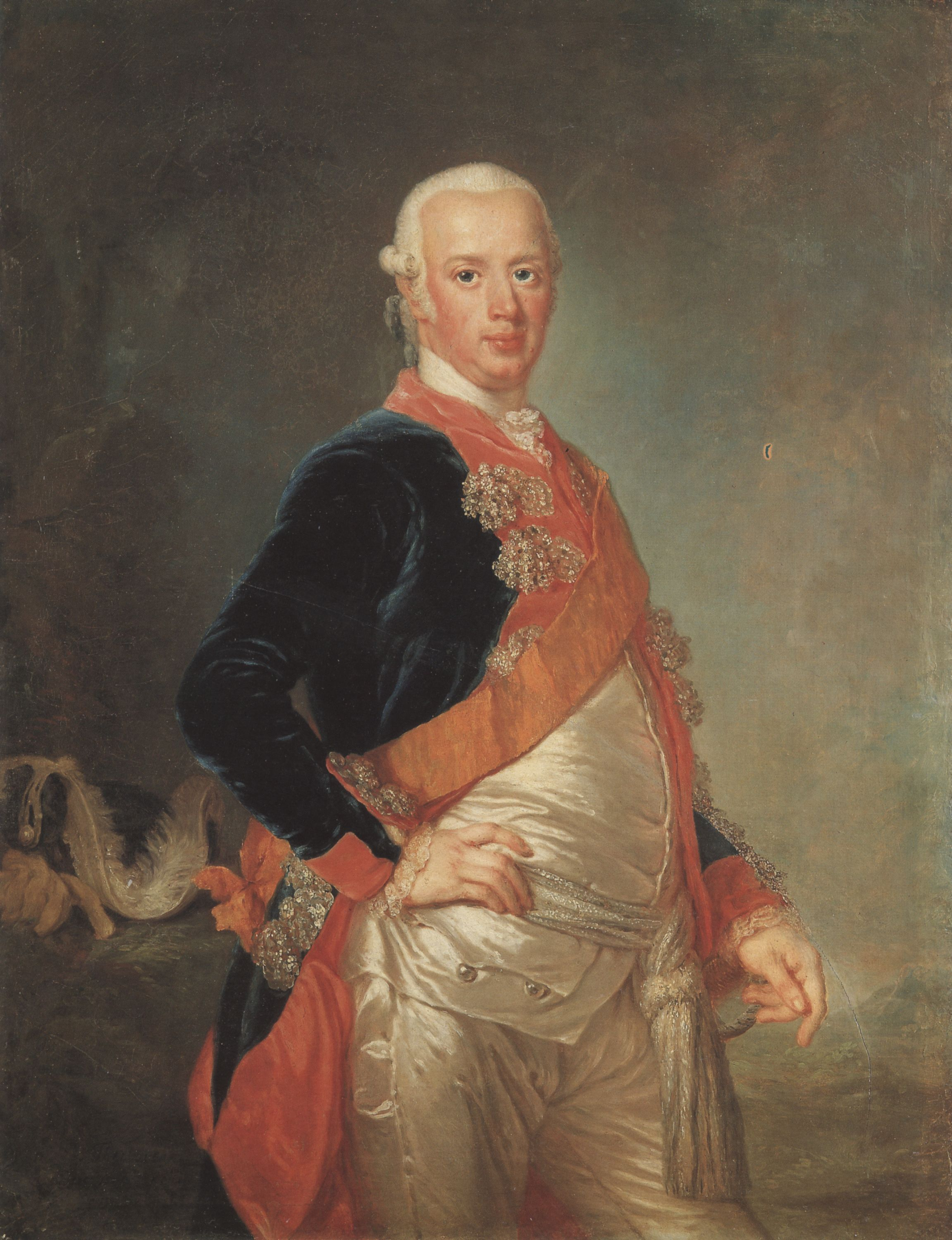
Friedrich Wilhelm II. als Kronprinz 1773, von Therbusch

Wilhelmine wurde als Tochter des Dessauer Hornisten Johann Elias Enke geboren. Der Vater war „kgl. Cammer-Musikus“ in Diensten Friedrichs II. an der Königlichen Oper in Berlin. Um 1762, nach dem Umzug der Familie nach Berlin, lernte Wilhelmine den Kronprinzen Friedrich Wilhelm kennen. Dieser ließ dem Mädchen eine fundierte Bildung zuteilwerden, bevor sich um 1769 eine sexuelle Beziehung entwickelte. In diesem Jahr wurde Friedrich Wilhelm von seiner ersten Frau, Elisabeth Christine von Braunschweig-Wolfenbüttel, geschieden und mit seiner zweiten Frau, Friederike Luise von Hessen-Darmstadt, verheiratet.
Nach langen Kämpfen erkannte Friedrich II. Wilhelmine Encke 1777 als Mätresse des Prinzen an, nachdem dieser mit seiner zweiten Frau zwei Söhne gezeugt hatte. Sie erhielt ein Haus in Charlottenburg, das sie in den folgenden Jahren nach und nach ausbaute. Der Volksmund nannte sie „die schöne Wilhelmine“. Der Beziehung Wilhelmine Enkes mit dem Prinzen entstammten sechs Kinder, von denen vier noch als Kleinkinder verstarben. Der 1779 geborene Lieblingssohn Friedrich Wilhelms II., Graf Alexander von der Mark, blieb der Nachwelt nach seinem frühen Tod 1787 durch sein von Johann Gottfried Schadow geschaffenes Grabmal in Erinnerung. Das Erwachsenenalter erreichte nur die Tochter Marianne von der Mark (1780–1814).
Nach einem religiösen Erweckungserlebnis im Jahr 1782 löste Friedrich Wilhelm die sexuelle Beziehung zu Wilhelmine Enke. Sie heiratete nun den Kammerdiener und späteren Kämmerer Johann Friedrich Ritz (1755–1809). Dieser Ehe entstammten drei weitere Kinder. Seine beiden überlebenden Kinder mit Wilhelmine erhob Friedrich Wilhelm II. nach dem Tod Friedrichs II. 1786 in den Grafenstand, mit dem Namen des 1609 ausgestorbenen und von den preußischen Hohenzollern beerbten Hauses Mark. Einen Enkel Wilhelmines aus der Ehe mit Ritz namens Jacob Wilhelm adelte später König Friedrich Wilhelm IV. im Jahr 1842, dieser begründete die bis heute bestehende Familie von Ritz-Lichtenow.

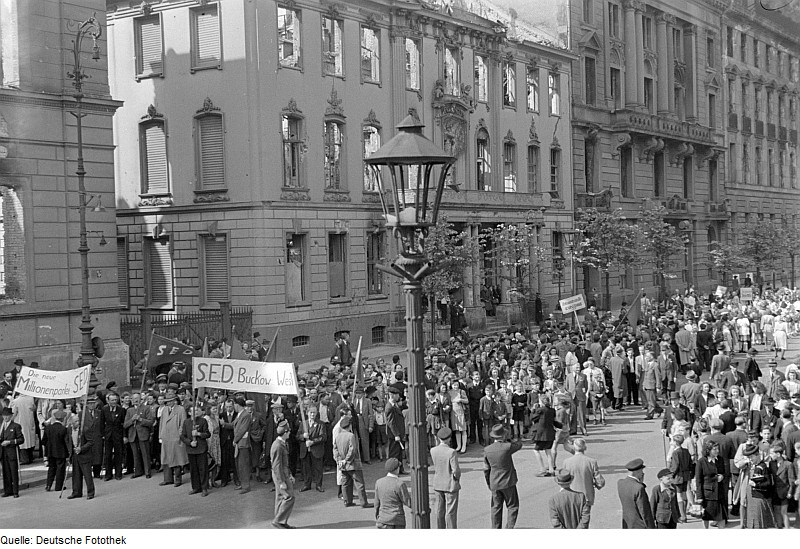
Das kriegsbeschädigte Niederländische Palais in Berlin im Mai 1946. Es wurde von 1950 bis 1963 nach und nach beseitigt.

Wilhelmine Enke, nun Madame Ritz genannt, blieb jedoch die engste Vertraute des Königs und seine Beraterin in Fragen der Kunst. 1786 schenkte er ihr (und den beiden gemeinsamen Kindern) als standesgemäßen Wohnsitz in Berlin ein Palais Unter den Linden, das dann nach späteren Besitzern Niederländisches Palais genannt wurde. Der König veranlasste 1787–1794 Umbauten durch Michael Philipp Boumann und Carl Gotthard Langhans, welcher einen über zwei Stockwerke reichenden ovalen Saal einbaute, ähnlich seinem ovalen Saal für Schloss Bellevue. Ein zweiter Binnenhof, an dem ein Privattheater entstand, erweiterte das Gebäude rückwärtig. Das Palais war nun als Berliner Residenz der Madame Ritz einer der Schauplätze des skandalträchtigen Treibens um Friedrich Wilhelm. Wilhelmine machte es zu einem der frühen literarischen Salons der Stadt. Hier verkehrten u. a. der Archäologe Aloys Hirt, der das Alte Museum und die Bauakademie initiierte, ferner der englische Exzentriker Lord Bristol, der Komponist Johann Friedrich Reichardt und andere. Bei einer einjährigen Italienreise 1795/96 hatte sie Hirt kennengelernt, ebenso William Hamilton und seine Frau Emma Hamilton sowie den Maler Jakob Philipp Hackert.

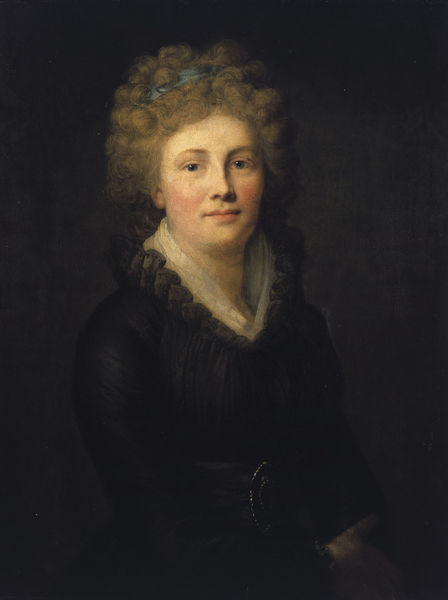
Madame Ritz, porträtiert 1787 von Anton Graff

Zwischen 1787 und 1793 ließ der König sich im Potsdamer Neuen Garten, am Ufer des Heiligen Sees, unter Wilhelmines Beratung das Marmorpalais errichten. Sie nahm erheblichen Einfluss auf die Innengestaltung des Schlosses. Zu dieser Zeit war er bereits mit Julie von Voß liiert und nach deren Tod 1789 mit Sophie Juliane von Dönhoff. Für das Ehepaar Ritz ließ der König am Rande des Neuen Gartens in den Jahren 1796 bis 1797 das Palais Lichtenau errichten. Doch bereits im April 1796 verlangte er die Auflösung der Ehe Wilhelmines mit Ritz, da er beabsichtigte, das einzige noch lebende gemeinsame Kind, die Gräfin Marianne von der Mark, mit dem Erbgrafen Friedrich zu Stolberg-Stolberg (1769–1805) zu verheiraten. Um eine hochadlige Verbindung möglich zu machen, musste Frau Ritz ebenfalls in den Adelsstand aufsteigen. Sie wurde daher sogleich nach ihrer Rückkehr aus Italien vom Kämmerer Ritz geschieden, der sich ohnehin bereits anderweitig mit einer Schauspielerin liiert hatte, und am 28. April 1796 zur Gräfin von Lichtenau erhoben, wobei die entsprechende Urkunde um zwei Jahre zurückdatiert wurde. Am 17. September 1796 folgte die offizielle Einführung der Gräfin bei Hofe. Die Hochzeit der Tochter Marianne mit dem Erbgrafen fand im März 1797 statt, allerdings scheiterte die Ehe nach zwei Jahren. Johann Friedrich Ritz erhielt als Abfindung das soeben fertiggestellte Palais Lichtenau und heiratete 1799 seine Geliebte, die Schauspielerin Henriette Baranius. 1801 verkaufte er das Palais, nachdem er sich in Potsdam ein neues Haus hatte bauen lassen.
Den Sommer 1797 verbrachte die Gräfin in Bad Pyrmont. Die Zeit von ihrer Rückkehr bis zum Tod des damals schon schwerkranken Königs am 16. November 1797 verbrachte sie im Kavalierhaus des „Holländischen Etablissements“ im Neuen Garten, dem „Damenhaus“, um möglichst in unmittelbarer Nähe des Königs zu sein.

## Nach dem Tod Friedrich Wilhelms II.

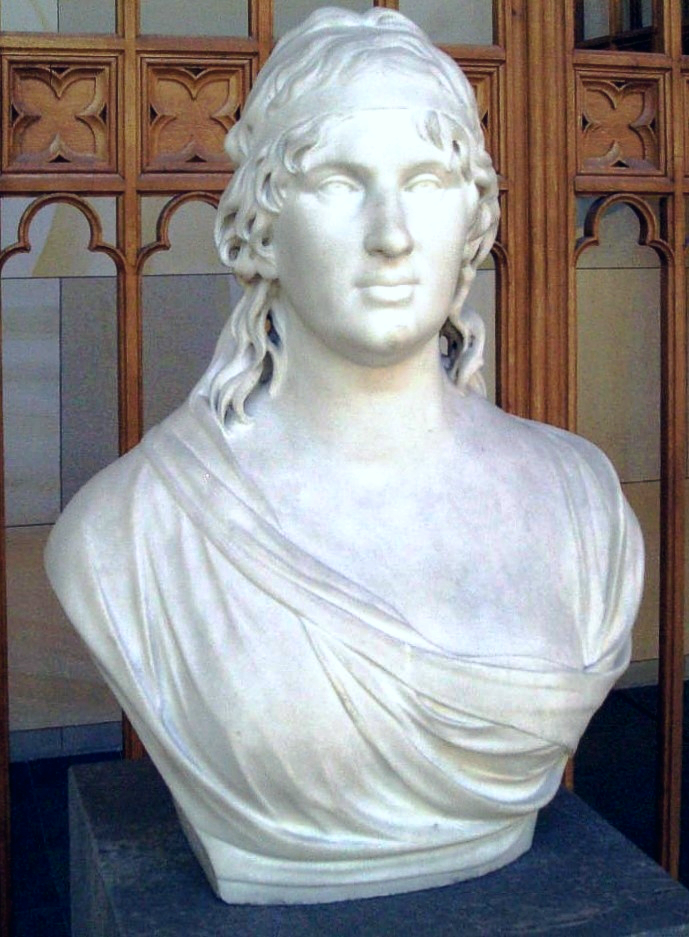
Gräfin Lichtenau (1794) in Marmor, von Johann Gottfried Schadow

Friedrich Wilhelm III. ließ nach dem Tode seines Vaters umgehend unter anderem wegen Hochverrats und Unterschlagung gegen Wilhelmine ermitteln. Obwohl die Ermittlungen ins Leere liefen, wurde die Lichtenau in Festungshaft genommen und nach Glogau verbannt. Der 27-Jährige lastete ihr die Zurücksetzung seiner Mutter, die bigamistischen Zweitehen seines Vaters und ihre allgemein dominierende Stellung bei Hofe an. 1800 wurde ihr gesamtes Vermögen konfisziert, stattdessen erhielt sie eine Pension. Erst 1811 wurde Lichtenau vollständig rehabilitiert, nachdem sie – auf Intervention Napoleons I. – für ihr enteignetes Vermögen 1809 in Teilen entschädigt worden war und nach Berlin zurückkehren durfte.
Am 3. Mai 1802 heiratete Lichtenau in Breslau den 26 Jahre jüngeren Theaterdichter Franz Ignaz Holbein von Holbeinsberg, der unter dem Künstlernamen „Fontano“ auch als Schauspieler auftrat. In der Wohnung der Gräfin ereignete sich ein Mord des ungarischen Pferdehändlers Troer an seiner Geliebten (Martin von Troer wurde im Februar 1803 in Breslau enthauptet und dessen Kopf wurde von dem Mediziner Wendt zu physiologischen Experimenten verwendet). Nach vier Jahren wurde die Ehe wieder geschieden und Lichtenau kehrte nach Berlin zurück. Hier verstarb sie 1820 und wurde in der Nähe ihres Wohnhauses Unter den Linden in der Gruft der Hedwigskirche beigesetzt. Die Gruft wurde 1943 leergeräumt, um als Luftschutzkeller zu dienen. Zusammen mit 80 weiteren teilweise sehr bekannten Berliner Persönlichkeiten wurde sie – nun in einem schlichten Sarg – auf den St.-Hedwigs-Friedhof an der Liesenstraße umgebettet. Ihr Grab wurde 1961 abgeräumt, da es nun im Todesstreifen der Berliner Mauer lag.

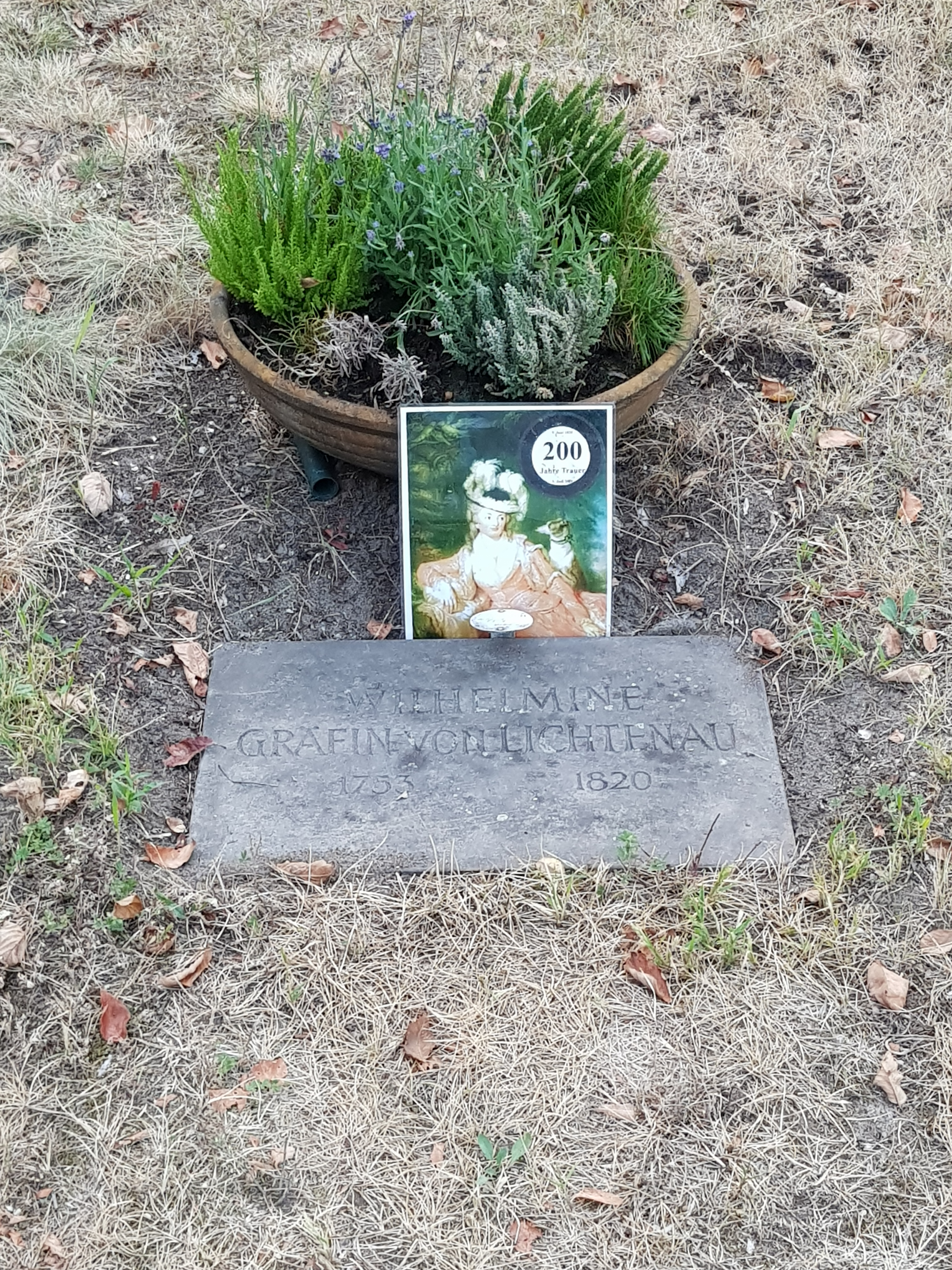
Gedenkplatte am Ort ihres ehemaligen Grabs auf dem St.-Hedwigs-Friedhof (2020)

Der ehemalige Todesstreifen ist heute wieder als Grünfläche zugänglich. Der Ort ihrer Grabstelle wurde inzwischen mittels einer eingelassenen kleinen Gedenkplatte kenntlich gemacht. Sie liegt neben dem ebenfalls wieder kenntlich gemachten Grab des bedeutenden und spendablen Kunstsammlers Graf Athanasius von Raczynski.

## Wirken
Lichtenau entwickelte sich in den Regierungsjahren ihres Freundes und Gönners Friedrich Wilhelm II. zur einflussreichen Mäzenin und Innenraumgestalterin. Die Inneneinrichtungen des Schlösschens auf der Pfaueninsel, der Winterkammern in Schloss Charlottenburg sowie die Erweiterung und Neueinrichtung des Marmorpalais in Potsdam gehen auf sie zurück. Diese Interieurs gelten als die bedeutendsten ihrer Zeit in Berlin und Potsdam und waren von großem Einfluss auf die Gestaltung von Schloss Paretz.
Zudem erwarb sie wichtige Kunstwerke für die Berliner Sammlungen, kämpfte mit Aloys Hirt für die Einrichtung eines öffentlichen Museums in Berlin und war eine wichtige Auftraggeberin von Künstlern wie Johann Gottfried Schadow, Carl Gotthard Langhans und Michael Philipp Boumann.

## Nachleben
1984 wurde ihr Leben im Vierteiler „Die schöne Wilhelmine“ nach dem gleichnamigen Roman von Ernst von Salomon mit Anja Kruse in der Hauptrolle verfilmt.

## Schriften (Auswahl)
- Bekenntnisse der Gräfin Lichtenau, ehemaligen Mad. Rietz. J. A. Aue, Cöthen 1801.[8]
- (mit Johann Gottlieb Schummel): Apologie der Gräfin Lichtenau gegen die Beschuldigungen mehrerer Schriftsteller. Nebst einer Auswahl von Briefen an sie. Heinsius, Leipzig & Gera 1808, Digitalisat BSB München